# Stanisław Świerczewski

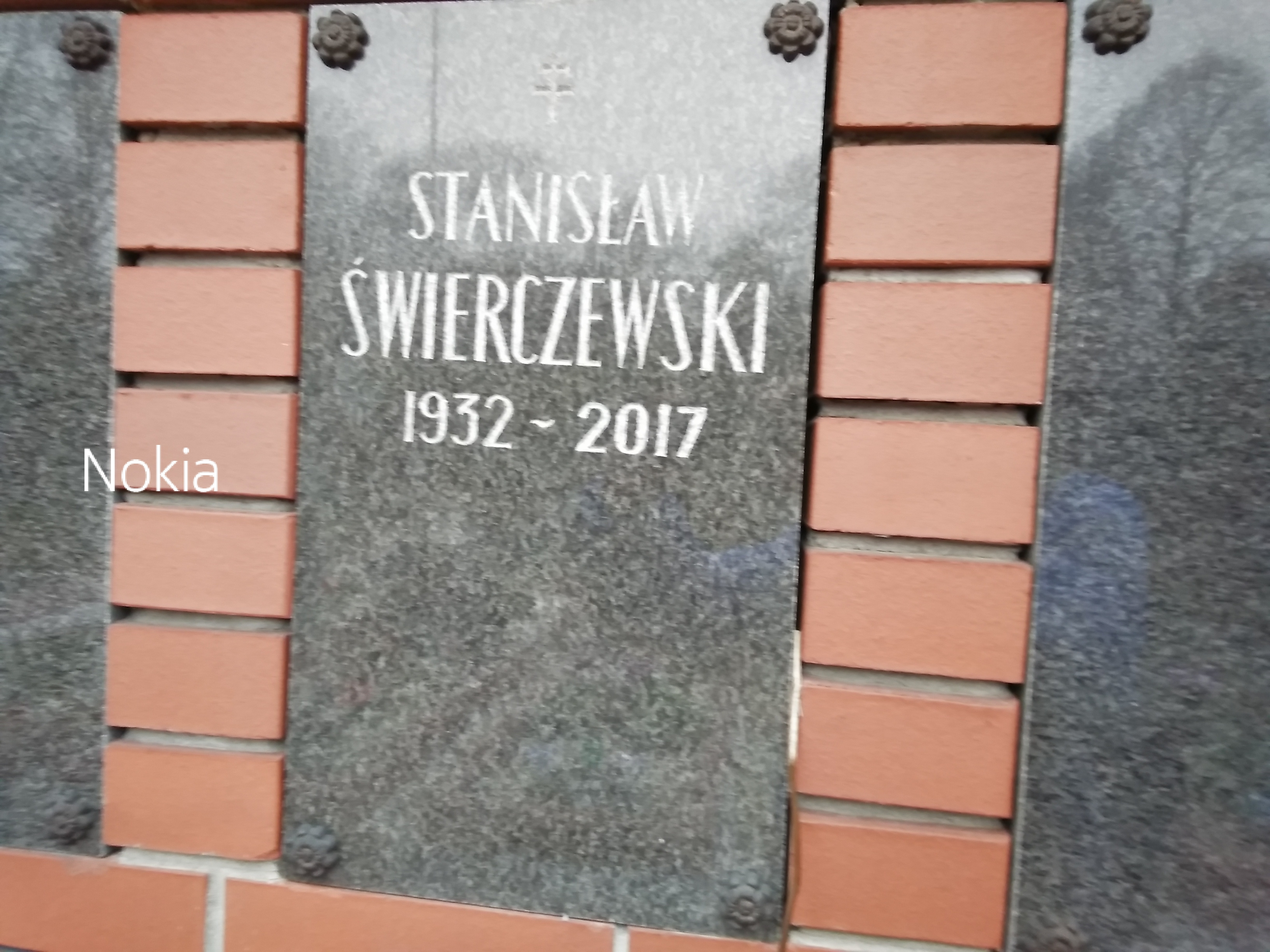
Grób Stanisława Świerczewskiego na Cmentarzu Wojskowym na Powązkach

Stanisław Świerczewski (ur. 12 czerwca 1932 w Płońsku, zm. 22 lutego 2017 w Warszawie) – polski wojskowy, pułkownik Wojska Polskiego. Wiceprezes Polskiego Towarzystwa Sprawiedliwych wśród Narodów Świata.

## Życiorys
Był najmłodszy synem Władysława i Zofii Świerczewskich. W okresie okupacji niemieckiej podczas II wojny światowej wraz z ojcem Władysławem Świerczewskim udzielał pomocy Żydom uwięzionym w płońskim getcie. Świerczewscy pomogli w ucieczce z getta i w ukryciu Dawidowi Kapeluśnikowi, Isaakowi Mosiekowi (Jan Trawiński), oraz Elii Neumanowi (Edward Lejman). Wszyscy ukrywani przeżyli i po wojnie wyjechali z Polski.
W latach 2008–2017 (do śmierci) wiceprezes Polskiego Towarzystwa Sprawiedliwych wśród Narodów Świata. Upamiętniał wiedzę o Polakach niosących pomoc prześladowanej ludności żydowskiej. Mieszkał i zmarł w Warszawie. Spoczął na Cmentarzu Wojskowym na warszawskich Powązkach 2 marca 2017 (kwatera A43 kolumbarium-2-2).

## Odznaczenia i wyróżnienia
W 2004 został wraz z ojcem wyróżniony tytułem Sprawiedliwy wśród Narodów Świata. 17 listopada 2008 odznaczony Krzyżem Komandorskim Orderu Odrodzenia Polski, nadanym przez prezydenta Lecha Kaczyńskiego. 20 maja 2013 wyróżniony tytułem Honorowego Obywatela Izraela.